# Nușeni
Nușeni (en hongrois : Apanagyfalu) est une commune du județ de Bistrița-Năsăud en Transylvanie (Roumanie).